# Sułkowo Borowe
Sułkowo Borowe – wieś sołecka w Polsce, położona w województwie mazowieckim, 115 km na północ od Warszawy, w powiecie mławskim, w gminie Strzegowo.
Wierni Kościoła rzymskokatolickiego należą do parafii św. Mikołaja w Niedzborzu.
W latach 1975–1998 miejscowość administracyjnie należała do województwa ciechanowskiego.

## Historia wioski.
Pierwsza wzmianka, gdzie występuje nazwa Sułkowo Borowe (ante Sulkovo) pochodzi z roku 1511. Jednak zapis z roku 1471 o podziale dóbr Sułkowa (Polnego) można uznać za metrykę wsi. Stanisław z Sułkowa podzielił swoje dobra pomiędzy synów: Mikołaja i Wojciecha. Wojciech otrzymał część, którą w początkach XVI wieku zaczęto nazywać Sułkowo Borowe. Co w tej części było? Oto szczegółowy zapis: siedlisko, dom leżący powyżej, półtorej włóki ziemi (włóki kmiecia Cichosza i ogrodu kowala Bąkowskiego), 2 morgi za gumnem, połowa starego stawu i młyna, rybnik nad Bielą z połową folwarku, gaju i grodzy oraz kowal i Niczka. Spis podatkowy z 1578 r. wymienia jako dziedziców: Pawła i Alberta. Miejscowi rycerze przyjęli nazwisko Sułkowscy. Rodzina Sułkowskich, herbu Sulima już w XVI mieszkała w Sułkowie, w mławskiem.(…) Wieś nazywa się dzisiaj Sułkowo Borowe i tylko jeden słup pozostał z dawnego dworu. Z lesistej gęstwy Sułkowa pod Niedzborzem wyszli Sułkowscy, z których Aleksander Sułkowski był ministrem Augusta III, w 1733r. otrzymał tytuł hrabiowski od cesarza austriackiego.
W 1817 r. wioska należała do Parafii Żurominek Kapitulny. Miała 14 dymów, które zamieszkiwało 39 kobiet i 44 mężczyzn, w tym 7 niedorosłych. Z wioski dziedzicznej J.Sułkowskiego, przekazywano dziesięcinę w kwocie 40 zł. W „Wieściach sprzed lat” czytamy, że w 1867 r. prowadzone było postępowanie spadkowe po zmarłym Auguście, księciu Sułkowskim – właścicielu dóbr Sułkowo Borowe, wówczas w gminie Stupsk (1864 – 1954). Książę August Sułkowski – ordynat Sułkowo Borowe – 901 mórg (504,6 ha) był jedynym arystokratą, właścicielem ziemskim w pow. mławskim. Pełnił funkcję wojewody gnieźnieńskiego, a dobra jego dzierżawili: Franciszek Grodecki i Wawrzyn Rudziński, za 450 rs. rocznie. W 1884 r. ordynacja przeszła na syna Antoniego, zamieszkałego w zamku w Reisen (Rydzyna) i nadal była dzierżawiona. W opracowaniu z 1890 r. czytamy, że Sułkowo Borowe, to wieś i folwark, oddalone 18 wiorst od Mławy; 19 dymów, 248 mieszkańców, 1266 mórg ziemi, w tym 365 – włościańskiej. W 1922 roku dobra Sulkowa Borowego należały do spadkobierców Antoniego Sułkowskiego i zostały przez nich sprzedane Ludwikowi i Władysławie Chylińskim. Liczyły wtedy 554 morgi (305 ha). Po 1944 r. właścicieli tych wywłaszczono, a ziemię rozparcelowano.

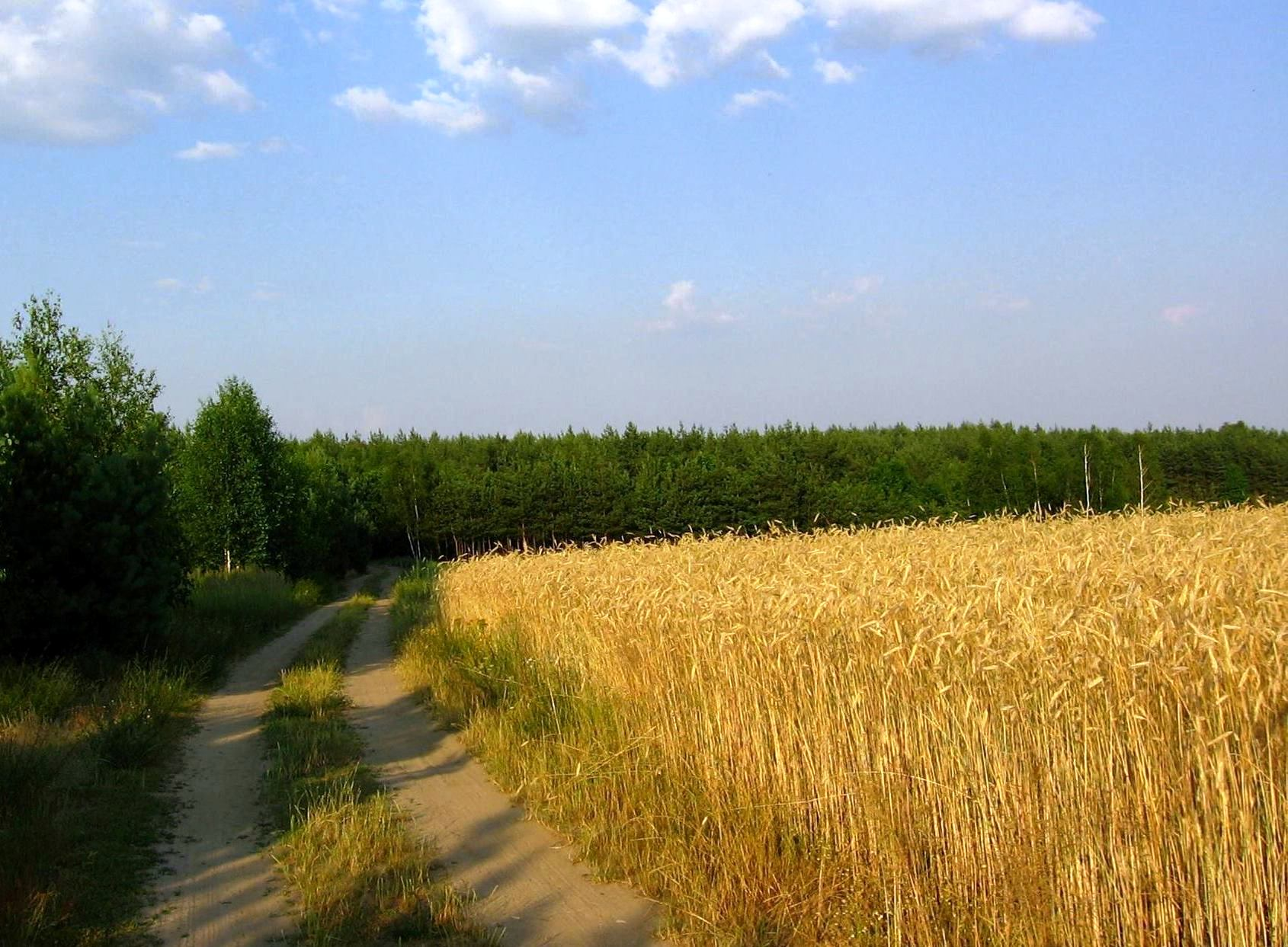
Sułkowskie pola i lasy

Ziemie Sułkowa Borowego – piaszczyste, mało urodzajne; ze znaczną ilością borów i niedużych gospodarstw. Takie uwarunkowania nakłaniały mieszkańców do zajmowania się rzemiosłem i handlem. W wiosce byli: młynarz i młyn, kowal i kuźnia, sklepikarz i jego kolonialno – spożywczy sklep, pszczelarz z pasieką, olejarz z olejarnią, murarz, dekarz, kamieniarz, cieśla, szewc, krawcowa, fryzjer. Rodziny pozyskiwały dochody z ich pracy. Ośrodkiem kultury była szkoła (zamknięta w 1978 r.) Pozostały po niej cenne wspomnienia, zdjęcia i dokumenty, m.in. lista uczniów z 1926 r., podpisujących się w hołdzie narodowi amerykańskiemu, na pamiątkę 150 – lecia niepodległości Stanów Zjednoczonych; przechowywana w Bibliotece Kongresu USA.

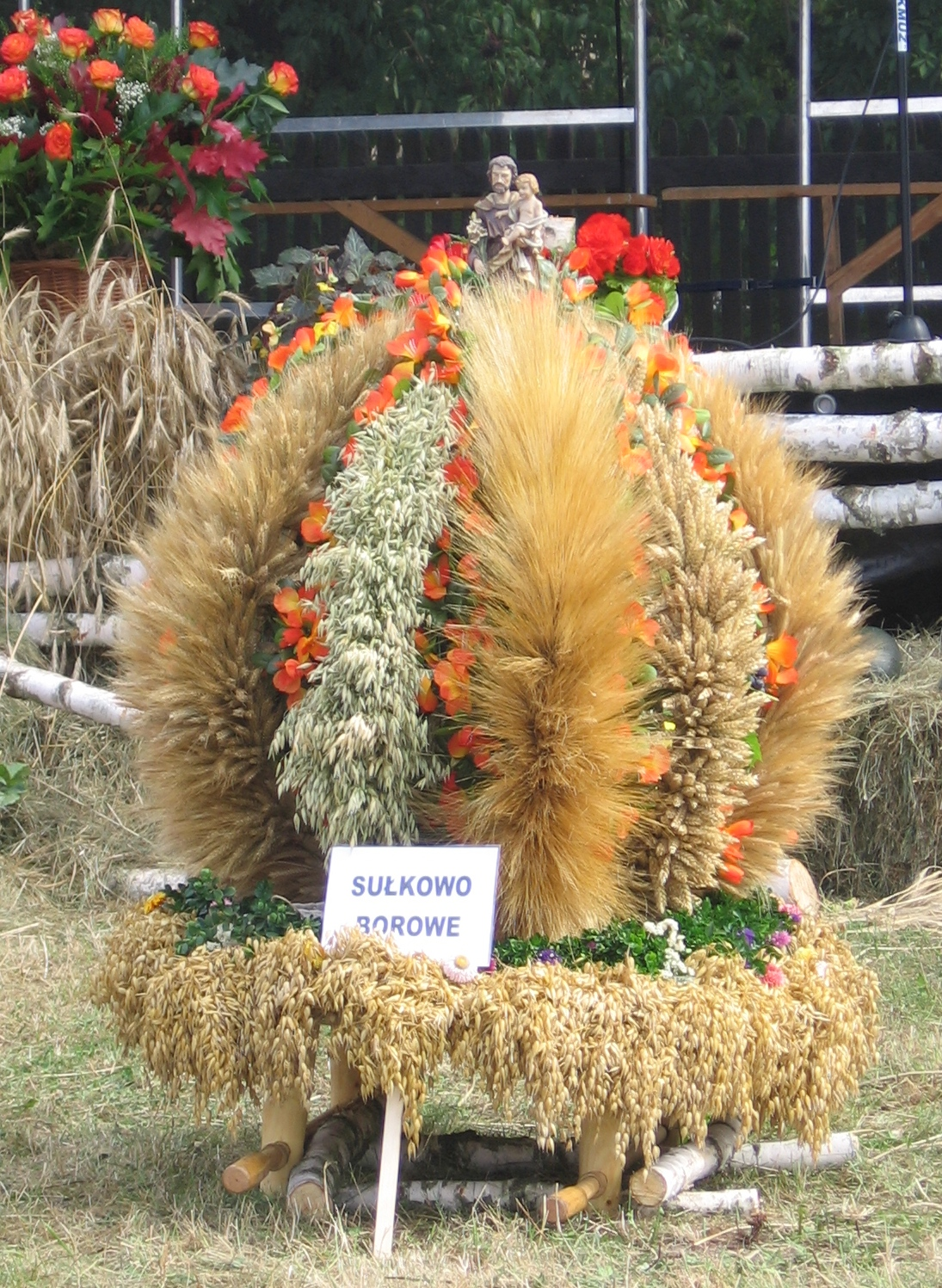
Wieniec dożynkowy z Sułkowa Borowego (2012r.)

W latach 1972–1976 wieś należała do gminy Niedzbórz i powiatu ciechanowskiego (1954 – 1976). W roku 1994, w „Tygodniku Ciechanowskim” ukazał się cykl artykułów o rodzie Książąt Sułkowskich, związanym z Sułkowem Borowym: Józefie Sułkowskim – adiutancie Napoleona Bonapartego i Antonim Sułkowskim – pułkowniku w saksońskiej armii Fryderyka Augusta Wettyna, późniejszego Augusta II Mocnego. Fragment artykułu opisującego wieś: Sułkowo Borowe jest przeciętną mazowiecką wsią. (…) Stoją już nowe, nowoczesne domy mieszkalne, ale we wsi sporo jest jeszcze chałup pamiętających dawne dzieje. Przez wieś biegnie asfaltowa szosa, autobusy PKS mają tu końcowy przystanek. Poczta ma skrzynkę na listy, handel – jakiś sklep spożywczy, straż – remizę, chyba jednak trochę zapomnianą. (…) Po dawnym dworze, ostatnią materialną pamiątką są betonowe słupy bramne. Z rokiem 2004 w Sułkowie Borowym nastąpiły znaczące zmiany; mieszkańcy mając już wodociąg (od 1997 r.), zaczęli korzystać z kanalizacji. Powstało boisko i plac zabaw. Wyremontowano remizę / świetlicę, zmieniono przystanek autobusowy, położono chodniki. Inwestycje współfinansowano ze środków unijnych, w ramach działania „Odnowa i rozwój wsi”. Dokonano renowacji czterech przydrożnych kapliczek, postawionych jako wota błagalne i dziękczynne, w latach 1887–1945. Pobudowano nowe domy, wyremontowano te z „dekady gierkowskiej”, zrestrukturyzowano rolnictwo. Wymienione przeobrażenia, z uwzględnieniem tradycji przodków, były tematem wielu artykułów i fotoreportaży, w społeczno-religijnej gazecie „W drodze do Emaus”. Jeden z artykułów odnosi się do wyjątkowej niedzieli w Sułkowie Borowym (12 czerwca 2011 r.), z obrzędem święcenia pól i wizytą misjonarzy z Etiopii i Włoch.
Według Narodowego Spisu Powszechnego Ludności i Mieszkań z 2011 r. w Sułkowie Borowym mieszkało 165 osób, z czego 46,7% to kobiety, 53,3% – mężczyźni. Stanowili 2,1% mieszkańców gminy Strzegowo. 58,8% sułkowian – było w wieku produkcyjnym, 22,4% – przedprodukcyjnym, 18,8% – poprodukcyjnym. 10 lat później w wiosce jest 40 domów, 127 mieszkańców, 16 nieletnich. Znaczącą liczbę mieszkańców stanowią emeryci; wielu z nich przeprowadziło się do Sułkowa Borowego z miasta. Młodzi pracują w pobliskich urzędach i zakładach przemysłowych, 9 mieszkańców wyjechało do pracy za granicę. Dzieci dowożone są autobusem do SP w Niedzborzu. 9 rodzin zajmuje się rolnictwem. Powierzchnia gruntów rolnych wynosi 577 ha, w tym lasy 183 ha, nieużytki 3 ha i grunty zakrzewione 7 ha. W wiosce od 2017 roku nie ma sklepu, mieszkańcy robią zakupy w odległych marketach. Dobre drogi ułatwiają podróżowanie. Zwarta zabudowa domostw wpływa na bliskie relacje sąsiedzkie. Wieś przylega do lasu lekowskiego, będącego pozostałością po starych lasach mazowieckich.